# 大阪市立神路小学校
大阪市立神路小学校（おおさかしりつ かみじしょうがっこう）は、大阪府大阪市東成区にある公立小学校。

## 沿革
1873年に当時の東成郡大今里村ほか5ヶ村が連合して阪東小学校を創設したことが、学校の起源となっている。当時の名称「阪東」は、「大阪の東」という意味で名付けられた。
町村制の施行によって東成郡神路村が成立したのちもしばらく阪東小学校と名乗っていたが、1916年に村の名前をとって神路尋常小学校と改称した。
昭和時代初期には地域の児童数増加に伴い、従来の校区を再編する形で大阪市今里尋常小学校（現在の大阪市立今里小学校、1931年）、大阪市深江尋常小学校（現在の大阪市立深江小学校、1939年）、大阪市片江尋常小学校（現在の大阪市立片江小学校、1940年）の各小学校が開校した。
1941年には国民学校令により、大阪市神路国民学校に改称した。
太平洋戦争の戦局悪化の影響で、大阪市など大都市の国民学校児童に対して1944年以降学童疎開が実施されることになった。大阪市では縁故による疎開を奨励したものの、縁故に頼れない児童については学校から集団疎開させることにした。集団疎開先の府県は各行政区ごとに指定され、東成区の国民学校には奈良県が割り当てられた。神路国民学校の児童は1944年9月以降、奈良県高市郡畝傍町（現・橿原市）・高市村（現・明日香村）への学童疎開を実施している。
1947年の学制改革により、大阪市立神路小学校に改称した。児童数が増加したため1951年7月には東今里分校を開設し、分校は1952年に大阪市立宝栄小学校として独立開校している。

### 年表
- 1882年3月16日 - 阪東小学校として創立。
- 1916年1月 - 東成郡神路尋常小学校と改称。
- 1924年4月1日 - 高等科を併設。東成郡神路尋常高等小学校と改称。
- 1925年4月1日 - 神路村が大阪市に編入したことに伴い、大阪市神路尋常高等小学校と改称。
- 1931年6月22日 - 大阪市今里尋常小学校を分離。
- 1939年4月1日 - 大阪市深江尋常小学校を分離。
- 1940年6月1日 - 従来の校区の一部を、新設の大阪市片江尋常小学校校区へ分離。
- 1941年4月1日 - 国民学校令により、大阪市神路国民学校と改称。
- 1944年9月 - 奈良県へ学童集団疎開。
- 1947年4月1日 - 学制改革により、大阪市立神路小学校と改称。
- 1951年7月 - 東今里分校を開設。
- 1952年4月1日 - 東今里分校が大阪市立宝栄小学校として分離開校。

## 通学区域
- 大阪市東成区 大今里2丁目・4丁目、神路4丁目の全域。
- 大阪市東成区 大今里1丁目、神路3丁目、東今里3丁目のそれぞれ一部。

卒業生は大阪市立相生中学校に進学する。

## 交通
- 地下鉄千日前線 新深江駅 北西へ約300m。
- 近鉄大阪線・奈良線 今里駅 北へ約700m。